# Hulstvlieg
De hulstvlieg (Phytomyza ilicis) is een vliegensoort uit de familie van de mineervliegen (Agromyzidae). De wetenschappelijke naam van de soort is gepubliceerd in 1846 door Curtis.
De hulstvlieg mineert op de bladeren die dat jaar uit de knoppen van hulst spruiten. De eieren worden aan het begin van de zomer in juni gelegd. Rond deze tijd vliegt de hulstvlieg ook. 

## Vijanden
De hulstvlieg kent vele natuurlijke vijanden, waaronder sluipwespen, die de populatie onder de duim houden. Ook mezen lusten hulstvlieglarve.

## Levenscyclus
Vrouwelijke Agromyzidae brengen een ei in het bladweefsel met behulp van een legboor. Bij de hulstvlieg is dat een probleem, omdat het blad van de waardplant buitengewoon taai is. Alleen tijdens de jaarlijkse bloei in april, mei, wanneer nieuwe bladeren zich ontvouwen, is ovipositie mogelijk. Ovipositie is in de onderkant van de bladsteel, of het basale deel van de hoofdnerf. 
Ovipositie geeft van een kenmerkend ovipositielitteken, waardoor een schatting van het aantal eieren dat is afgezet mogelijk is. In een onderzoek uit 1978 bleek het maximale aantal eieren per blad vijf te zijn, waarvan er niet meer dan twee het larvale stadium bereikten. Dezelfde studie vond een gemiddelde van 38,6 eieren per 100 bladeren op een enkele plant en dat hiervan slechts 9,85% overleeft om levensvatbare, gezonde larven te produceren zodra natuurlijke sterfte, parasieten en roofzuchtige factoren worden overwogen.
De uitkomende larve tunnelt in de hoofdnerf, in de richting van de bladpunt. Pas rond januari dringt hij de bladschijf binnen en begint een herkenbare bladmijn te maken.
In één onderzoek, waarbij de hulstvlieg werd vergeleken met P. ilicicola op Ilex, werd aangetoond dat er gemiddeld 0,23 mijnen per blad waren (of één mijn voor elke vier of vijf bladeren aan een plant). Er kunnen maximaal drie mijnen op een blad voorkomen - vaak veel minder dan het aantal ovipositielittekens, wat suggereert dat er competitie tussen de bladeren heeft plaatsgevonden. De hulstvlieg is univolitine. De volwassene komt eind mei-juni tevoorschijn en laat een opening van> 1 mm achter (uitgangsgaten gemaakt door sluipwespen zijn veel kleiner).

## Verspreiding
De hulstvlieg wordt overal in het holarctisch gebied gevonden op hulst. De soort is algemeen en wijdverspreid in Europa en is geïntroduceerd in het westen van Canada en het noordwesten van de Verenigde Staten. Het verspreidingsgebied is waarschijnlijk afhankelijk van de gemiddelde temperatuur; Peterkin en Lloyd constateerden afwezigheid in gebieden waar de gemiddelde temperatuur van de koudste maanden van het jaar onder -0,5 ° C zakt.